# Vezio
Vezio é uma comuna da Suíça, no Cantão Tessino, com cerca de 223 habitantes. Estende-se por uma área de 3,6 km², de densidade populacional de 62 hab/km². Confina com as seguintes comunas: Breno, Curiglia con Monteviasco (IT-VA), Fescoggia, Indemini, Mugena.
A língua oficial nesta comuna é o Italiano.